# 최용호 (성악가)
최용호(1984년 7월 14일 ~)는 대한민국의 성악가, 팝페라 가수다. 2014년 오페라 '마탄의 사수'로 데뷔했다.

## 방송
- SBS 스타킹 (2014) - 뮤지컬킹 편
- KBS 문화빅뱅 더 콘서트 (2016)
- 팬텀싱어 1 (2016) - Top24(22위)
- OBS 생존캠프 (2020)
- SBS Plus/ENA Play 나는 Solo 1기 영호
- SBS Plus/ENA 나는 Solo 그 후, 사랑은 계속된다
- 콘테스트M2 (2022) - Top24
- 불타는 트롯맨 (2022) - Top100
- 브이에스 (2023) - Top62

## 공연
- 마탄의 사수 (2014)
- 2017 예술의전당 가족오페라<마술피리> (2017)

## 수상
- 제40회 중앙음악콩쿠르 성악 남자부문 3위 (2014)
- 제6회 세일 한국가곡 콩쿠르 성악 남자부문 1위 (2014)
- 제4회 GRANDI VOCI 콩쿠르 특별상 (2013)
- 무지카 사크라 국제 성악 콩쿠르 1위 (2012)